# Spotler
Spotler – kilkusekundowy multimedialny spot reklamowy lub statyczna reklama graficzna wyświetlana na ekranie telefonu komórkowego (format grafiki zależy od wyświetlacza telefonu).
Spotler wykorzystywany jest obecnie zarówno jako kreacja wizerunkowa, jak i narzędzie służące do zwiększenia sprzedaży. Po raz pierwszy w Polsce forma ta pojawiła się w grudniu 2006 r.